# Melancistrus diplosidis
Melancistrus diplosidis är en stekelart som först beskrevs av Patricia Eckel 1903.  Melancistrus diplosidis ingår i släktet Melancistrus och familjen puppglanssteklar. Inga underarter finns listade i Catalogue of Life.